# Verdrag van Lambeth (1217)
Het Verdrag van Lambeth van 1217, ook bekend als het Verdrag van Kingston om het te onderscheiden van het Verdrag van Lambeth van 1212, was een door prins Lodewijk van Frankrijk in september 1217 getekend vredesverdrag dat een einde maakte aan de militaire campagne die bekend stond als de Eerste Baronnenoorlog die tot doel had de aanspraken van Lodewijk op de Engelse tronen met de wapens af te dwingen. Toen Lodewijk in Engeland landde, schaarden vele baronnen, vijanden van de impopulaire koning Jan, zich achter hem, maar na Jans onverwachtse overlijden in 1216 en zijn vervanging door een regent, Willem de Maarschalk, namens de jonge koning Hendrik III, liepen velen weer terug over naar het Engelse kamp. De opeenvolgende nederlagen bij Lincoln in mei 1217 en bij Dover en Sandwich in augustus 1217 dwongen Lodewijk ertoe te onderhandelen.
Onze informatie over deze verdragen is gebaseerd op drie oude documenten, maar van geen van deze is geweten of ze op een origineel manuscript zijn gebaseerd. Het is geweten dat de onderhandelingen verspreid over verschillende locaties plaatsvonden, eerst op 6 september 1217 te Staines, omdat het koninklijk hof in de buurt  was vervolgens in Chertsey of mogelijk op 5 september op een eiland in de Theems in de buurt van Kingston. Verschillende data zijn door de bronnen opgegeven voor deze verdragen, waaronder:
- 11 september voor een verdrag dat door Lodewijk en de regenten van Hendrik III in Lambeth Palace (het Londense verblijf van de aartsbisschop van Canterbury) werd ondertekend,[4]
- 12 september voor de ondertekening van een verdrag bij Kingston (Verdrag van Kingston),[5]
- 13 september voor de pauselijke bekrachtiging door de pauselijke legaat, die in de buurt van Kingston verbleef, en die op 22 september bij Merton zijn voorwaarden bekend maakte.
- 20 september voor de ondertekening van een Verdrag van Lambeth ter ratificatie van het Verdrag van Kingston.

Welke documenten er in september ook daadwerkelijk werden ondertekend, vast staat dat Lodewijk op 28 september Engeland voor de laatste keer vanuit Dover verliet. De belangrijkste bepalingen van de verdragen waren een amnestie voor de Engelse rebellen en de erkenning van het feit dat de Fransen er niet in waren geslaagd om het geheel van de Kanaaleilanden in bezit te nemen en dus het bezit van door hen veroverde individuele eilanden werd teruggegeven aan de koning van Engeland. Prins Lodewijk verplichtte zich ertoe Engeland nooit meer te zullen aanvallen en stemde er  in ruil voor 10.000 marken mee in om publiekelijk te erkennen dat hij nooit de rechtmatige koning van Engeland was geweest. Schotse troepen onder leiding van Alexander II moesten zich ook terugtrekken.
Er is voor zover bekend geen kopie van deze verdragen bewaard gebleven.